# Thereus genena
Thereus genena is een vlinder uit de familie van de Lycaenidae. De wetenschappelijke naam van de soort werd als Thecla genena in 1867 gepubliceerd door William Chapman Hewitson.